# Bartolomeo Celsi
Bartolomeo Celsi (Traù, 13 luglio 1534 – Zara, 18 giugno 1570) è stato un funzionario e militare italiano.

## Biografia
Membro dei patrizi veneziani Celsi del ramo di Santa Ternita, era figlio di Girolamo e di Elena da Mosto. Al momento della sua nascita la famiglia si trovava a Traù, in Dalmazia, dove il padre ricopriva la carica di castellano.
Sulla sua giovinezza non si sa nulla. L'ingresso nelle istituzioni iniziò anticipatamente, grazie all'estrazione della "bala d'oro" che gli permise l'accesso al Maggior Consiglio già alla fine del 1554. Ciononostante, la sua carriera politica fu lenta: deciso ad imitare i fratelli che già si stavano segnalando in marina, tentò più volte di ottenere un comando, dapprima come patron di fusta (1557), poi come sopracomito (1558), quindi come governatore di galea (1561). Solo nel gennaio del 1562, tuttavia, ebbe il comando di una galea che condusse tra l'Adriatico e l'Oriente, dove prese parte operazioni veneziane contro Turchi e pirati per garantire la libertà di navigazione.
Tornato a Venezia, cercò di rientrare nella flotta veneziana come capitano della fuste (1566), ma nell'agosto 1567 fu eletto provveditore e capitano di Legnago, in terraferma. Durante il suo mandato, durato diciassette mesi, fu impegnato nel restauro delle fortificazioni cittadine, recuperando materiale edile dalle rovine del baluardo Bragadin distrutto da una rotta dell'Adige. Si occupò anche del recupero di derrate alimentari, data la carestia di raccolti legata a inondazioni e maltempo.
Nel gennaio 1570, in vista della guerra di Cipro, fu nominato governatore di galea e raggiunse il grosso della flotta a Zara, sotto il comando di Girolamo Zane. Morì di scorbuto, probabilmente nella città dalmata, il 18 giugno successivo, dopo mesi di sostanziale inattività in cui erano state condotte solo alcune inutili scorrerie contro la Repubblica di Ragusa.